# Ластра, Пилар
Пила́р Монтсерра́т Ла́стра (англ. Pilar Montserrat Lastra; 15 января 1981, Монтерей-Парк, Калифорния, США) — американская актриса и фотомодель. Была Playmate мужского журнала «Playboy» в августе 2004 года.

## Фильмография
| Год       |     | Русское название | Оригинальное название           | Роль             |
| --------- | --- | ---------------- | ------------------------------- | ---------------- |
| 2002      | кор |                  | Color Blind                     | Грейс №2         |
| 2003      | ф   |                  | Malibu Spring Break             | Глория           |
| 2005      | ф   |                  | Murder on the Yellow Brick Road | Габриэлла Мендес |
| 2005      | кор |                  | The Last Great Infomercial      | Тиффани Бриттани |
| 2005      | ф   |                  | No Rules                        | Дженнифер        |
| 2005—2007 | с   | Лас-Вегас        | Las Vegas                       | Помона           |
| 2006      | ки  |                  | Deal or No Deal                 | модель           |
| 2015      | док |                  | Living the Fantasy              | камео            |